# Centro de formación técnica
Un centro de formación técnica (CFT) es una institución de educación superior chilena cuyo objetivo es la formación de técnicos idóneos con la capacidad y conocimientos necesarios para el ejercicio de sus actividades. Sus carreras tienen una duración máxima de cinco semestres y no otorgan licenciatura. A diferencia de los institutos profesionales, no imparten carreras profesionales, si bien sí están capacitados para entregar títulos técnicos de nivel superior. El único requisito académico para ingresar a un CFT es que el alumno haya terminado la enseñanza media.

## Historia
Los centros de formación técnica fueron creados por el DFL N.º 5 del Ministerio de Educación del 5 de febrero de 1981, durante el período de la dictadura militar, junto con los institutos profesionales (IP).
En 2014 se anunció que a contar de 2017 se crearían 15 centros de formación técnicas estatales y gratuitas en las distintas regiones del país.